# Pôle commun de recherche en informatique
Le Pôle commun de recherche en informatique (PCRI) est créé en janvier 2002 par le CNRS, l'École polytechnique, l'INRIA, et l'Université Paris-Sud 11. Sa convention de partenariat est signée en 2003.
Il regroupe trois laboratoires de recherche :
- le LRI, Laboratoire de recherche en informatique, unité mixte de l'Université de Paris-Sud et du CNRS,
- le LIX, Laboratoire d'informatique de l'École polytechnique, unité mixte de l'École polytechnique et du CNRS,
- le centre de recherche INRIA Saclay - Île-de-France.

Les locaux prévus initialement pour être mis en service en 2005 rencontrent plusieurs difficulté s et voient finalement leur construction débuter en 2009 dans le campus de Paris-Saclay, sous la forme de deux bâtiments qui sont inaugurés le 9 novembre 2011. Ils comportent 6 600 m2 et hébergent 240 personnes dont 100 doctorants du LRI et de l'Inria,. Le coût de 10 millions d’euros a été financé pour moitié par les collectivités territoriales.
Le PCRI fait partie du RTRA Digiteo, créé ensuite. Il est dirigé par Marie-Claude Gaudel de sa création à l'inauguration de ses bâtiments en 2011.